# ハシグチカナデリヤ
ハシグチカナデリヤ（1981年4月16日 - ）は、日本のシンガーソングライター。広島県福山市出身。血液型O型。

## 略歴
2014年、「ハシグチカナデリヤ」名義で活動開始。
2015年10月5日、渋谷CLUB QUATTROでワンマン・ライブ開催。10月28日、ORGA Entertainmentより1stアルバム「その名はハシグチカナデリヤ」発売。
2016年8月3日、ORGA Entertainmentより2ndアルバム「笑うハシグチカナデリヤ」発売。10月19日、徳間ジャパンコミュニケーションズより「ハシグチカナデリヤ hugs The Super Ball」名義でThe Super Ballとのコラボシングル「Rin! Rin! Hi! Hi!」発売（アニメ「ナンバカ」主題歌）。
2017年1月18日、徳間ジャパンコミュニケーションズより3rdアルバム「超ハシグチカナデリヤ」発売（岡野ハジメプロデュース）。
2019年6月12日、ORGA Entertainmentより4thアルバム「遺言ロマンティック」発売（岡野ハジメ・ハシグチカナデリヤ共同プロデュース）。9月3日から2022年4月24日まで、天体3349のギターボーカルとしても活動。

## ディスコグラフィ

### オリジナル・アルバム
| 枚  | リリース日     | タイトル                   |
| --- | -------------- | -------------------------- |
| 1st | 2015年10月28日 | その名はハシグチカナデリヤ |
| 2nd | 2016年8月3日   | 笑うハシグチカナデリヤ     |
| 3rd | 2017年1月18日  | 超ハシグチカナデリヤ       |
| 4th | 2019年6月12日  | 遺言ロマンティック         |
|     | 2021年7月7日   | いとをかCD 2021            |
|     | 2022年8月3日   | いとをかCD 2022            |

### 主な楽曲提供
- CUBERS
  - NANDE（作詞・作曲）
    - インディーズベストアルバム「はじめてのCUBERS」収録曲

  - PEOPLE GAME（作詞・作曲・編曲）
    - 2ndシングル「妄想ロマンス」カップリング曲

  - インターフェース・ウィンターベル（作詞・作曲・編曲）
    - 4thシングル「ピンキーリング」C/W曲曲
- ヤナキク
  - オトナノオンナトオトナノオトコ（作詞・作曲）
    - アルバム「柳菊ノ円盤其ノ参-東京観光編-」収録曲

## 出演

### ラジオ
- ABCラジオ「下埜正太のショータイムレディオ」"ハシグチカナデリヤの…先生時間ですよ"（2017年6月～2018年5月。隔週レギュラー）[2]
- 市川うららFM「ミッドナイトサンデー「ハシグチカナデリヤの超Good night」」（2021年8月～第2・第4日曜日）[3]